# Dokos
Dokos (em grego:  Δοκός) é uma das Ilhas Sarónicas da Grécia, no Golfo Sarónico, adjacente a Hidra, separada de Peloponeso pelo estreito por vezes denominado Golfo de Hidra. Embora comummente denominada "deserta", é habitada por um pequeno grupo de monges ortodoxos e criadores de ovelhas.